# Roberto Gaggioli
Roberto Gaggioli (* 10. September 1962 in Vinci (Toskana)) ist ein ehemaliger italienischer Radrennfahrer und Sportlicher Leiter.

## Sportliche Laufbahn
Gaggioli war im Straßenradsport aktiv. Als Amateur gewann er die Rennen Coppa Lanciotto Ballerini und Florenz–Viareggio 1982. Von 1984 bis 2005 war Berufsfahrer. Er fuhr einige Jahre lang für US-amerikanische Radsportteams und lebte in den USA.
1986 gewann Gaggioli die Coppa Bernocchi vor Claudio Corti, 1987 das Rennen Fitchburg Longsjo Classic, 1988 die US Pro Championship (die offenen US-amerikanischen Meisterschaften, auch unter dem Namen Philadelphia International Cycling Classic bekannt) vor Dag Otto Lauritzen sowie die Tour of Somerville, die Mazda Tour 1993, die Tour of Ohio 1996. Gaggioli war ein sprintstarker Fahrer und gewann eine Reihe von Kriterien und Etappen kürzerer Rundfahrten in Nordamerika. Insgesamt gewann er in seiner Karriere rund 200 Radrennen.
Etappensiege bei internationalen Rundfahrten holte Gaggioli  1987 im Coors Classic, im Giro del Trentino 1988, in der Herald Sun Tour 1995 und 1996, in der Tour de Langkawi 1998 sowie in der Kroatien-Rundfahrt 2001.
Zweiter wurde er 1987 im De Kustpijl und 1996 bei den US Pro Championship. 1986 wurde er Dritter in der Rennserie Trittico Lombardo.
1986 war er im Giro d’Italia am Start, beendete die Rundfahrt auf dem 127. Platz.

## Berufliches
Ab 2006 war er Sportlicher Leiter in verschiedenen Radsportteams in den USA (u. a. bei Toshiba-AEG) und in Italien.